# Дгарам Сінґг (хокеїст на траві)
Дгарам Сінґг (19 січня 1919 — 5 грудня 2001) — індійський хокеїст на траві.
Олімпійський чемпіон 1952 року, учасник 1964 року.